# Fondo Ruso de Inversión Directa
El Fondo Ruso de Inversión Directa (en ruso: Российский фонд прямых инвестиций, РФПИ; en inglés: Russian Direct Investment Fund, RDIF) es un fondo soberano de inversión establecido en 2011 por el gobierno ruso para invertir en proyectos en los sectores de más rápido crecimiento de la economía de Rusia. En cada proyecto del fondo participa un coinversor de importantes fondos de inversión o empresas del sector para así garantizar la entrada de inversión extranjera directa, tecnologías y personal en la economía rusa. El capital reservado equivale a más de ocho mil millones de euros (diez mil millones de dólares) y las empresas capitalizadas tienen más de 800 mil empleados y suponen por su facturación el equivalente al 6% del producto interior bruto de Rusia. El director ejecutivo es Kiril Dmítriev. 
El fondo estatal ha invertido y comprometido para este propósito 1,9 billones de rublos, de los cuales solo invirtió 170 mil millones de rublos propios y 1,6 billones de rublos provinieron de otros inversores, socios y bancos.  También atrajo más de 40 mil millones de dólares de capital extranjero a la economía rusa a través de asociaciones estratégicas a largo plazo. 
En 2020 el Fondo Ruso de Inversión Directa financió el desarrollo y ensayos clínicos de la vacuna Sputnik V del Centro Nacional de Investigación de Epidemiología y Microbiología Gamaleya contra el coronavirus y también en su producción a gran escala para su exportación en asociación con fondos soberanos locales, como en India, Corea del Sur, Brasil, China, Arabia Saudita o Turquía.

## Descripción
En 2010, se anunció la idea de crear un fondo nacional de inversión directa en el Foro Económico Internacional de San Petersburgo. Una delegación encabezada por el presidente de Vnesheconombank, Vladímir Dmítriev, mantuvo negociaciones con los grandes fondos de inversión de Europa, Estados Unidos, Asia y Oriente Medio.
El 21 de abril de 2011, el Consejo de Supervisión de Vnesheconombank aprobó la creación de RDIF. La sociedad gestora del Fondo se registró el 1 de junio como filial al 100% de Vnesheconombank. El 17 de junio, en el Foro Económico Internacional de San Petersburgo, el presidente Dmitri Medvédev, anunció oficialmente el lanzamiento del Fondo Ruso de Inversión Directa, con el registro de la sociedad gestora del Fondo y el nombramiento de su director ejecutivo, Kiril Dmítriev. Durante los próximos cinco años el gobierno ruso le otorga un presupuesto de 10 mil millones de dólares. El 11 de octubre el fondo llegó a un acuerdo con la Corporación de Inversión China para inversiones conjuntas entre ambas naciones.
El 30 de enero de 2012, el Banco Europeo para la Reconstrucción y Desarrollo (BERD) y el Fondo Ruso de Inversión Directa celebraron un acuerdo para adquirir participaciones en la bolsa de valores rusa MICEX y en el RTS Index por un monto de 6.29% y 1.25%, respectivamente. El 6 de junio, el grupo inversor estatal de Kuwait Investment Authority acuerda participar en el fondo con 500 millones de dólares. El 12 de octubre, el fondo anuncia la inversión de 50 millones de dólares junto al fondo de inversión estadounidense BlackRock, en la empresa rusa MD Medical Group propietaria de doce hospitales y clínicas modernos.
El 11 de julio de 2013, un consorcio formado por el fondo, los estadounidenses Titan Tire Corporation y One Equity Partners, anunciaron la adquisición e inversión en el principal fabricante ruso de neumáticos de uso agrícola e industrial, Voltyre-Prom. El 1 de noviembre de 2013, el grupo inversor estatal de Francia Caisse des dépôts et consignations anunció un acuerdo para participar en inversiones conjuntas. El 20 de junio, Mubadala Development Company con sede en Abu Dhabi acordó una coinversión de dos mil millones de dólares durante la cita anual del Foro Económico Internacional de San Petersburgo.
El 20 de enero de 2014, el BERD anunció la inversión conjunta en Cotton Way, la mayor empresa de lavandería y textil de Rusia.
El 22 de marzo, el fondo ruso junto a Macquarie y CIS Infrastructure Fund con origen en Australia, firmaron un memorando de entendimiento para desarrollar un programa de «red inteligente» junto con la empresa rusa de transmisión y distribución de energía Russian Grids para así mejorar la reducción de las pérdidas eléctricas con medidas como la actualización de los sistemas de facturación. El programa obtendrá un fuerte apoyo gubernamental y será el primer proyecto parcialmente financiado por el Fondo Nacional de Inversión Ruso. Sin embargo, en 2018 según una información de Reuters, Macquarie querría vender sus inversiones en Rusia por obtener pérdidas.
El 7 de julio de 2015 en Moscú, el fondo soberano de Arabia Saudita, Fondo de Inversión Pública, conjuntamente con el RDIF anunciaron una asociación para invertir 10 mil millones de dólares en proyectos atractivos en Rusia, en áreas que incluyen infraestructuras y agricultura.
El 18 de febrero de 2025, en la capital de Arabia Saudita Riad se celebraron las negociaciones entre las delegaciones de Rusia y Estados Unidos en las que por la parte rusa participaron el ministro de Exteriores, Serguéi Lavrov; el asesor del Kremlin, Yuri Ushakov, y el director del Fondo Ruso de Inversiones Directas, Kiril Dmítriev.
El 23 de febrero de 2025, el presidente de Rusia Vladímir Putin designó a Kiril Dmítriev como su asesor en inversiones y cooperación económica con países extranjeros, compaginando el nuevo puesto con el de director ejecutivo del RDIF.